# Fort Wayne Pistons 1956-1957
La stagione 1956-57 dei Fort Wayne Pistons fu l'8ª nella NBA per la franchigia.
I Fort Wayne Pistons vinsero la Western Division con un record di 34-38. Nei play-off, dopo aver perso il tie-breaker con i St. Louis Hawks, persero la semifinale di division con i Minneapolis Lakers (2-0).

## Roster
| N° | Naz.                   | Ruolo | Sportivo       | Anno | Alt. | Peso |
| -- | ---------------------- | ----- | -------------- | ---- | ---- | ---- |
| 5  | Stati Uniti (bandiera) | G     | Chuck Noble    | 1931 | 193  | 86   |
| 6  | Stati Uniti (bandiera) | AC    | Red Rocha      | 1923 | 206  | 84   |
| 7  | Stati Uniti (bandiera) | G     | Gene Shue      | 1931 | 188  | 77   |
| 8  | Stati Uniti (bandiera) | G     | Corky Devlin   | 1931 | 196  | 88   |
| 9  | Stati Uniti (bandiera) | AC    | Mel Hutchins   | 1928 | 198  | 91   |
| 10 | Stati Uniti (bandiera) | AC    | Bill Thieben   | 1935 | 201  | 98   |
| 12 | Stati Uniti (bandiera) | GA    | George Yardley | 1928 | 196  | 86   |
| 14 | Stati Uniti (bandiera) | GA    | Bill Kenville  | 1930 | 188  | 85   |
| 15 | Stati Uniti (bandiera) | GA    | Dick Rosenthal | 1930 | 196  | 93   |
| 16 | Stati Uniti (bandiera) | AC    | Larry Foust    | 1928 | 206  | 98   |
| 17 | Canada (bandiera)      | AC    | Bob Houbregs   | 1932 | 201  | 95   |
| 18 | Stati Uniti (bandiera) | AC    | Alex Hannum    | 1923 | 201  | 95   |
| 19 | Stati Uniti (bandiera) | G     | Odie Spears    | 1924 | 196  | 93   |

## Staff tecnico
- Allenatore: Charley Eckman